# ぶらりぶらぶら物語
『ぶらりぶらぶら物語』（ぶらりぶらぶらものがたり）は、1962年11月23日に公開された、監督・松山善三による文化風刺のコメディ映画、主演には小林桂樹、高峰秀子など出演。

## あらすじ
日本全国をきままにぶらつく猪戸純平、八幡の食堂でうどんを注文したが、虫が混入していたことからクレームを付ける。しかし逆に無銭飲食犯とされ警察へと連れて行かれ、そこで詐欺師の女と出会う。女と共に下関へと行くが、女から睡眠薬を混ぜた酒を飲まされた純平は、女に有り金を盗まれる。翌朝、駅で、偶然にも二人の兄妹に出会い、金を持たぬまま、仕方なく彼らと共に旅を続けることになる。純平たちは様々な工夫で金をつくり、和歌山へとたどり付いた時、女の子が病に襲われる。そこへ偶然にも純平の金を奪って消えた女が現れ、女のお蔭で女の子は病気の治療が叶い、病も癒える。その後、純平たちは東京へと向かう。

## スタッフ
- 製作：藤本真澄、椎野英之
- 監督：松山善三
- 脚本：松山善三
- 撮影：村井博
- 美術 : 村木忍
- 編集 : 広瀬千鶴
- 音楽：林光

## 配役
- 小林桂樹 : 猪戸純[6]
- 高峰秀子 : 桑田駒子[6]
- 団令子 : 小母さん[6]
- 三木のり平 : 伊賀の次郎吉[6]
- 金子吉延 : 小宮山武男[6]
- 坂部尚子 : 小宮山マリ子[6]
- 西村晃 : 愛生医院の先生[6]
- 八波むと志 : 刑事[6]
- 桂小金治 : キンコンカンちゃん[6]
- 松村達雄 : スリの刑事[6]
- 左卜全 : おでん屋の親爺[6]
- 中村是好 : 巡査[6]
- 十朱久雄 : 下関書店店主[6]
- 菅井きん : 料亭「瓢」の女中[6]
- 市原悦子 : 鉄五郎の女房[6]
- 高橋とよ : 浜松病院の看護婦[6]
- 清村耕次 : 刑事[6]
- 田武謙三 : 鉄五郎[6]
- 小笠原章二郎 : 浄満寺の住職[6]
- 谷晃 : ストリップ小屋の客[6]
- 立原博 : 検札の車掌[6]
- 佐野浅夫 : 水産庁の役人[6]
- 東京ぼん太 ; 料亭「吉兆」の板前[6]
- パン猪狩 : 千日前の地廻り[6]
- 真白一平 : 千日前の地廻り[6]
- 羽柴久 : ニコヨン[6]
- 田辺元 : 岡山の百姓[6]
- 田中志幸[6]
- 中原成男 : ビル建設場の監督[6]
- 前原博子 : 大衆食堂の女[6]
- 夏木悠子[6]
- 川久保トシ子 : 看護婦長[6]

## 併映作品
- 『河のほとりで』: 千葉泰樹監督